# Clyde (Neuseeland)
Clyde ist ein kleiner Ort im Central Otago District der Region Otago auf der Südinsel von Neuseeland.

## Namensherkunft
Der Ort wurde am 22. Mai 1865 nach Colin Campbell, 1. Baron Clyde benannt.

## Geographie
Clyde liegt rund 8 km nordwestlich von Alexandra am Clutha River/Mata-Au. Der New Zealand State Highway 8, der Alexandra im Südosten und Cromwell im Nordwesten mit Clyde verbindet, führt direkt durch den Ort.
Das lokale Klima ist in den Sommermonaten besonders warm und trocken, da Clyde für die vorherrschenden Westwinde im Regenschatten der Südalpen liegt.

## Bevölkerung
Zum Zensus des Jahres 2016 zählte der Ort 1011 Einwohner, 9,8 % mehr als zur Volkszählung im Jahr 2006.

## Geschichte
Clyde entstand während des Goldrausches in Otago der 1860er-Jahre aus der früheren Siedlung Dunstan. Nachdem der Amerikaner Horatio Hartley und der Ire Christopher Reilly am Clutha River/Mata-Au Gold gefunden hatten, hielten sie den Fundort zunächst geheim. Doch nachdem sie 87 Pfund Gold in Dunedin tauschen wollten, bot ihnen der Rat der Provinz Otago 2000 Pfund Sterling an, wenn sie den Fundort nennen würden. Sie akzeptierten den Deal und so zogen Scharen von Goldgräbern in die Region, um ihr Glück zu finden. In kurzer Zeit stieg die Bevölkerungszahl auf über 4000 an und im ersten Jahr förderten sie 70.000 Unzen Gold zu Tage. 1864 war das leicht zu schürfende Gold erschöpft. So taten sich Goldsucher zusammen, gründeten Gesellschaften und konnten mit dem gesammelten Kapital aufwändigere Förderungsmethoden finanzieren. Clyde war während des Höhepunktes des Goldrausches der bevölkerungsreichste Ort Neuseelands.
Heute ist der Name des Ortes mit seinem Wasserkraftwerk verbunden, da der große Clyde Dam am Nordende des Ortes liegt. Dieser staut den Clutha River/Mata-Au zum Lake Dunstan auf.

## Der Ort heute
Der Ort ist ein Ferienort und liegt am Westende des Otago Central Rail Trail. Der Wanderweg verläuft auf der Trasse der ehemaligen Eisenbahnlinie Otago Central Railway, die ursprünglich bis Cromwell reichte. Der Abschnitt ab Clyde wurde für den Personenverkehr jedoch 1980 stillgelegt und nur noch für Materialtransporte beim Staudammbau genutzt. Im Jahre 1990 wurde die Linie komplett eingestellt.
Im Ort gibt es ein Krankenhaus, das Dunstan Hospital, das auch der Versorgung des Umlandes einschließlich Alexandra und Cromwell dient. Es zog 2006 in ein neues Gebäude um. Clyde hat eine Grundschule, die nächste weiterführende Schule befindet sich im 10 km entfernten Alexandra. Die nächstgelegene Universität befindet sich 200 km entfernt in Dunedin.
In der Gegend befinden sich zahlreiche Weinberge und Obstgärten.

## Veranstaltungen
Ende September veranstaltet das Gebiet um Clyde und Alexandra das Frühlingsfest Blossom Festival. Zu dieser Zeit blühen viele Obstbäume in den umliegenden Plantagen. Neben einem Umzug gibt es ein Volksfest und Drag Races.

## Persönlichkeiten
- Emily Siedeberg (1873–1968), Ärztin, Anästhesistin, Superintendentin und erste Ärztin in Neuseeland
- Der Cricket-Spieler Roy Scott wurde in Clyde geboren.